# قنابل لطيفة (فلم 2006)
قنابل لطيفة هو فيلم وثائقي صدر عام 2006 من إخراج المخرج العراقي-الأمريكي أسامة الشيبي، ويتناول الفيلم عودة أسامة إلى العراق لزيارة عائلته بعد غزو العراق عام 2003. شاركت كريستي الشيبي في إنتاج الفيلم، إلى جانب بن بيركويتز وبن ريدغريف.

## ملخص الفيلم
في يناير 2004، وبعد فترة وجيزة من حصوله على الجنسية الأمريكية رسمياً، يسافر المخرج العراقي المولد أسامة الشعيبي إلى بغداد لزيارة عائلته التي لم يرها منذ أكثر من عقدين من الزمن. وترافقه في هذه الرحلة زوجته كريستي.
وعلى الرغم من أن صدام حسين قد تم القبض عليه بواسطة القوات الأمريكية في ديسمبر، إلا أن بغداد كانت تعيش حالة من الفوضى الشديدة، حيث كانت الانفجارات تحدث بشكل يومي ومخيف. ومع ذلك، يشعر كل من أسامة وكريستي بالدهشة من عدم اكتراث عائلتهما بما يحدث.

## سبب التسمية
عندما تنفجر قنبلة وتسبب اهتزاز المنزل بالكامل، يصف ابن عم أسامة، طريف، هذه القنبلة على أنها ”قنبلة لطيفة“، ومن هنا جاء عنوان الفيلم.

## إصدار الفيلم
عُرض فيلم قنابل لطيفة لأول مرة عالميًا في مهرجان شيكاغو السينمائي عام 2006، حيث حصل على جائزة أفضل فيلم وثائقي، وهو ما كان ملائمًا بشكل خاص لأن الشيبي عمل كصانع أفلام في شيكاغو. وتم عرض الفيلم في دور السينما في نيويورك في مسرح Two Boots Pioneer وفي شيكاغو في مركز Gene Siskel السينمائي. كما تم عرض الفيلم في مهرجان نيويورك السينمائي عام 2007، وظهر الفيلم لأول مرة على قناة سندانس تي في في مارس 2008. كما أصدرت شركة Cinema Obscura الفيلم على DVD في 27 أكتوبر 2009.

## روابط خارجية
- قنابل لطيفة  في قاعدة بيانات الأفلام على الإنترنت (بالإنجليزية)
- قنابل لطيفة على موقع أول موفي.
- قنابل لطيفة في روتن توميتوز.
- مراجعة فيلم قنابل لطيفة في مجلة Variety